# Catedral Metropolitana de Natal
A Catedral Metropolitana de Natal (também conhecida como Catedral Nova ou Catedral Nova Cidade), é uma catedral dedicada a Nossa Senhora da Apresentação.
Foi inaugurada em 21 de novembro de 1988, e localiza-se no bairro da Cidade Alta, em Natal, capital do estado brasileiro do Rio Grande do Norte. Ela possui um estilo de construção com linhas ascendentes na forma trapezoidal bastante peculiar.
No subsolo do prédio, encontra-se o Centro Pastoral Pio X, onde funciona o Gabinete do Arcebispo, a Cúria Metropolitana, a Paróquia da Catedral, além da coordenação de diversas pastorais.
A ocasião de sua terceira visita ao Brasil, a catedral recebeu o Papa João Paulo II em 13 de outubro de 1991.